# Ring Magdeburger Fußball-Vereine
Der Ring Magdeburger Fußball-Vereine (RMFV) war ein lokaler Fußballverband in der Stadt Magdeburg. Der Verband wurde im Jahre 1897 gegründet. Sieben Vereine spielten eine Mischung aus Fußball mit und ohne Aufnehmen des Balles, also aus Association und Rugby Fußball. Fünf der sieben teilnehmenden Clubs wurden genannt, „FC Gut Stoß 1894“ und „FuCC Regatta 1895“ die später im FuCC Cricket-Viktoria 1897 Magdeburg aufgingen, sowie „Magdeburger SC von 1895“, „FC Eintracht 1897“ (später FC Britannia) und „FC Sturm 1898“.
Der Ring Magdeburger Fußball-Vereine scheiterte an dem Versuch das Fußballspiel neu zu erfinden und der deutschen Mentalität anpassen zu wollen. Dies stieß weder bei Spielern noch bei Zuschauern auf Interesse, da sich beide Sportarten längst getrennt hatten. Genannt „das Deutsche Spiel“ wurde es eine Mischung aus Association und Rugby. Da die Regeln etwas „ungeschickt abgefasst worden waren und einem Spieler durch ein schwieriges Abseits viele Beschränkungen auferlegt waren“, konnte es sich nicht lange halten. Daneben war „das Deutsche Spiel“ außerhalb der Magdeburger Stadtgrenzen unbekannt, wodurch auch keine auswärtigen Gegner für Freundschaftsspiele gewonnen werden konnten. Dominierte das „Deutsche Spiel“ 1896 und wurde vermutlich von der seinerzeit existierenden „Magdeburger Fußball- und Cricket Vereinigung“ gepflegt, also bereits vor der Gründung des RMFV, so nahm 1897 das Interesse daran bereits wieder ab und 1898 starb es ganz aus. 
1897 fanden Pokalspiele um den von einem Stadtverordneten gestifteten Silbernen Pokal des Stadtrates Schäfer statt, den der FuCC Cricket-Viktoria 1897 Magdeburg durch ein 4:1 im Finale gegen den Magdeburger SC von 1895 gewinnen konnte.  
Nach nur wenigen Monaten wurde der Verband 1898 wieder aufgelöst. 